# Neoscona shillongensis
Neoscona shillongensis là một loài nhện trong họ Araneidae.
Loài này thuộc chi Neoscona. Neoscona shillongensis được miêu tả năm 1981 bởi Benoy Krishna Tikader & Bal.